# 풀밭 위의 점심 식사 (모네, 파리)

《풀밭 위의 점심 식사》(프랑스어: Le Déjeuner sur l'herbe, 영어: Luncheon on the Grass)는 프랑스의 인상주의 화가인 클로드 모네가 1865~1866년에 그린 그림이다. 1863년, 당시 살롱에서 외면 받은 에두아르 마네의 작품, 《풀밭 위의 점심 식사》를 지지하기 위해 그린 동명의 작품이다. 모네는 총 두 가지 버전으로 이 그림을 그렸는데 하나는 프랑스 파리의 오르세 미술관에 있고 1866년에 그려진 보다 작은 버전은 러시아 모스크바의 푸시킨 미술관에 있다.

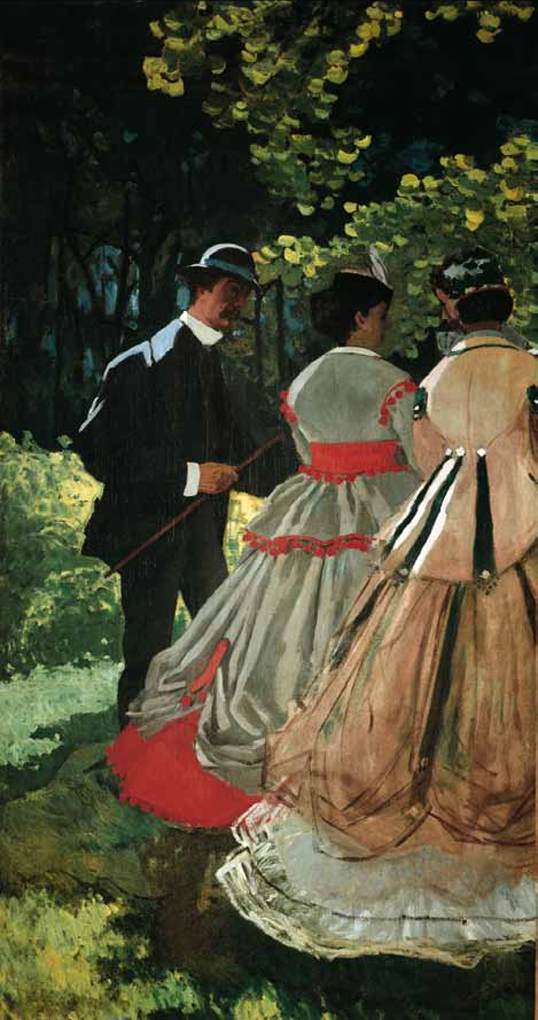
《풀밭 위의 점심 식사》(왼쪽 부분), 오르세 미술관

그 중 오르세 미술관에 있는 그림은 원래 하나의 큰 캔버스에 그려진 그림인데 생활고에 시달렸던 모네가 당시 집주인에게 담보로 이 그림을 맡겼고 창고에서 보관중이던 이 그림이 곰팡이가 슬자 모네가 새로 복원하여 세 부분으로 나누어 보관했다. 그러나 그 중 세 번째 부분(우측 상단 부분)은 현재 유실되어 전해지지 않으며 왼쪽 부분과 가운데 부분만이 남아 현재 오르세 미술관에 소장되어 있다.

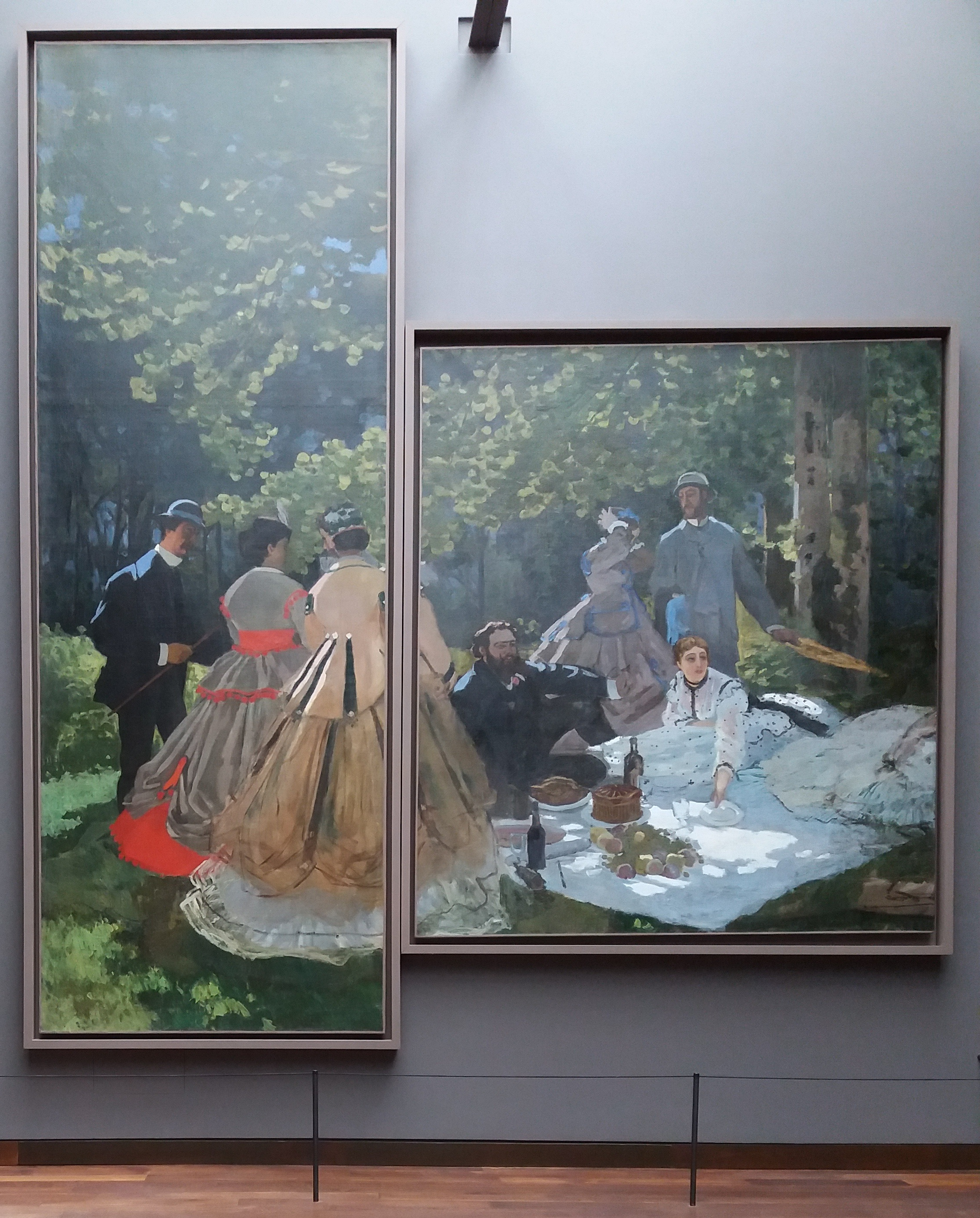
오르세 미술관에 전시된 모네의 《풀밭 위의 점심 식사》

작품 속 검은 옷을 입고 수염을 기른 인물은 모네가 프랑스의 화가 귀스타브 쿠르베를 묘사한 것이다.

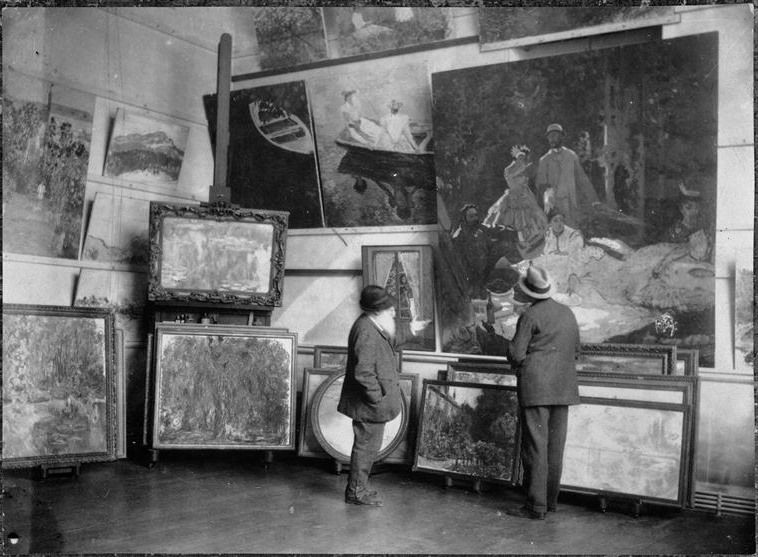
프랑스 지베르니의 모네의 집에 있는 큰 스튜디오에서 모네(왼쪽)와 《풀밭 위의 점심 식사》, 1920년경

## 설명
그림 전체에는 12명의 사람이 묘사되어 있으며 당시 파리 스타일의 옷을 입고 있다. 사람들은 숲 속 나무들 사이에 흰색 돗자리를 깔고 앉아 과일, 케이크, 와인과 같은 음식들과 함께 소풍을 즐기고 있다. 작품 속 자연 공간이 주는 분위기는 주로 사람들 위에 있는 나무와 나뭇잎들로 인해 발생된 빛과 그림자의 유희에 의해 만들어진다.

## 같이 보기
- 풀밭 위의 점심 식사
- 풀밭 위의 점심식사 (모네, 모스크바)